# 埃尔茨河谷温登
埃尔茨河谷温登是德国巴登-符腾堡州的一个市镇。总面积21.96平方公里，总人口2817人，其中男性1427人，女性1390人（2011年12月31日），人口密度128人/平方公里。